# Моріц фон Ауффенберг
Моріц Фрідріх Йозеф Ойген Ауффенберг (нім. Moritz Friedrich Joseph Eugen Auffenberg), з 1869 року — Ріттер фон Ауффенберг (нім. Ritter von Auffenberg), з 25 квітня 1915 року — барон Ауффенберг фон Комаров (нім. Freiherr Auffenberg von Komarów; 22 травня 1852, Троппау — 18 травня 1928, Відень) — австрійський воєначальник, генерал піхоти. Військовий міністр Австро-Угорщини (1911—1912).

## Біографія
Народився в Троппау в сім'ї великого суддівського чиновника. Навчався в Терезіанській військовій академії і Вищій військовій школі. У 1871 році вступив лейтенантом в 28-й піхотний полк. З 1877 року служив в Генеральному штабі. У 1878 році брав участь в окупації Боснії та Герцеговини в складі армії фельдцейхмейстера Йозефа Пилиповича фон Філіппсберга. З 1890 року — начальник штабу 28-ї піхотної дивізії в Лайбахе, з 1894 року — командир 96-го піхотного полку. З 1900 року — командир 65-ї бригади в Раабе, генерал-майор. У 1905 році призначений начальником 36-ї дивізії в АГРАМ, отримав чин фельдмаршал-лейтенанта. У 1907 році перейшов в Військове міністерство і в тому ж році був призначений генерал-інспектором військово-навчальних закладів. З 1909 року — командир XV армійського корпусу, розквартированого в районі Сараєво, таємний радник. З 1910 року — генерал піхоти. У 1911 році за пропозицією Франца Фердинанда призначений військовим міністром. На посаді військового міністра домігся збільшення військового бюджету. Велику увагу приділяв розвитку важкої артилерії. Підготував новий закон «Про оборону». У 1912 році в зв'язку з розбіжностями з імператором Францем Йосифом I здав пост генералу Олександру фон Кробатіну і був призначений інспектором армії.
З серпня 1914 року — командувач 4-й австрійською армією, розгорнутою в районі Радимно — Ярослав — Перемишль. За перемогу над російськими військами в битві при Комарові удостоєний титулу барона. В ході Галицької битви зазнав поразки в битві при Раві-Руській, 30 жовтня 1914 року відсторонений від командування і замінений ерцгерцогом Йозефом Фердинандом. У 1915 році звинувачений в неготовності Австро-Угорщини до війни, утримувався під арештом, звільнений з армії.

## Сім'я
Одружився з Терезою Маурер (1872—1942), в шлюбі народилась дочка Еріка (1893—1985). Зятем Ауффенберга був Густав Адольф-Ауффенберг-Комаров.

## Нагороди
- Ювілейна пам'ятна медаль 1898
- Ювілейний хрест
- Військовий орден Марії Терезії, командорський хрест
- Орден Залізної Корони 3-го ступеня
- Військова медаль (Австро-Угорщина)
- Медаль «За військові заслуги» (Австро-Угорщина)
- Медаль за приєднання Боснії і Генцеговини
- Залізний хрест 2-го класу (Німецька імперія)
- Орден «За хоробрість» (Болгарія)